# 제94군사경찰대대
제94군사경찰대대(94th Military Police Battalion)는 경기도 평택시 팽성읍 캠프 험프리스에 있는 제19원정지원사령부 예하 군사경찰대대이다. 표어는 "When In Need".

## 역사
제2차 세계 대전이 거의 끝나갈 무렵인 1945년 6월 8일에 제94군사경찰대대가 창설되었다.
프랑스에서 1945년 6월 13일에 전시 편성되었다가 1946년 2월 25일에 전시 해체되었으나, 1950년 10월 24일에 미합중국 육군에 편성되었다. 그러다가 6.25 전쟁 발발 이후 1950년 10월 30일에 전시 편성되었으며, 한국전쟁 말기인 1953년 3월 20일에 전시 해체되었다. 이후 1959년 6월 24일 독일에서 다시 편성되었다. 주 독일 미군 산하 군사경찰대대로서 당시 A,B,C 중대를 보유하고 있었으며, 1976년 6월 21일에 해체되었다. 
이후 1996년 4월 16일에 다시 대한민국 용산기지에서 제8군사경찰여단과 함께 편성되었으며, 제728군사경찰대대와 함께 제8군사경찰여단 소속 대대로 개편되었다.
2004년 10월 16일 금요일에 용산기지에서 제14군사경찰분견대가 재소집되었다.
2006년도 주한 미군의 재편성에 따라, 6월 27일에 캠프 캐롤의 제57군사경찰중대, 캠프 하야리아의 제552군사경찰중대가 이라크 전쟁에 배치되는 것으로 먼저 한반도를 떠나고, 7월에 제728군사경찰대대의 소속 부대 중, 캠프 워커의 제188군사경찰중대는 제94군사경찰대대로 전속하고, 나머지는 제8군사경찰여단과 함께 하와이 소재 스코필드 막사로 옮겨가 새로 창설된 제8전구지원사령부로 전속하였다. 제94군사경찰대대는 주한 미군 육군 군사경찰대의 유일한 대대가 되었고, 제501지원여단의 관리통제를 받게 되었다.
2013년, 용산 기지의 폐쇄 준비에 따라서 본부를 캠프 험프리스로 옮겼다. 제14군사경찰분견대가 해산하였다.
2015년 7월 10일, 제501지원여단이 제2보병사단 지원여단으로 사단 직속부대가 되면서 재편성되어, 대대는 제19원정지원사령부로 전속하였다.

## 부대
- 본부 및 본부중대, 평택시 캠프 험프리스
- 제55군사경찰중대, 동두천시 캠프 케이시
- 제142군사경찰중대, 서울특별시 캠프 코이너
- 제188군사경찰중대, 대구시 캠프 워커
- 제557군사경찰중대, 평택시 캠프 험프리스
- 제903군사경찰분견대 (군경), 평택시 캠프 험프리스
- 주한 미국 육군 교도처 (United States Army Correctional Activity-Korea), 평택시 캠프 험프리스[4]

### 주한 미군 교정처
주한 미군 교정처는 1943년 8월 23일에 제249군사경찰분견대(249th Military Police Detachment)로 재정되어, 네덜란드령 기아나에 있는 캠프 오'레일리(Camp O’Reilly)의 잰드라이 필드(Zandry Field)에서 1943년 9월 10일에 창설되었다. 1946년 2월 28일에 제249군사경찰경비소대(249th Military Police Guard Platoon)로 축소되다가, 수리남의 간데리 필드(Gandery Field)에서 해산하였다.
1942년 6월 20일, 제249군사경찰 경비소 및 영창분견대(249th Military Police Guardhouse and Stockade Detachment)로 개명되어, 7월 14일에 아칸소주 캠프 채피에서 재소집되었다. 1954년 10월 4일에, 최초의 이름인 제249군사경찰분견대로 되돌려졌고, 1959년 5월 1일에 해산하였다.
부대는 다시 1960년 6월 24일에 대한민국에서 주한 미군의 영창운영부대로서 소집되었다. 2007년 10월 2일에 육군교정사령부가 창설되을때 부대가 해산하고 부대원들은 본견대에서 TDA 부대인 주한 미국 육군 교정처로 로 인사이동되었다. 제94군사경찰대대에서 행정통제(ADCON) 중이다.

## 시설
- 주한 미군 교도소 - 캠프 험프리스

## 기록

### 소속
- 제8군
- 제8군사경찰여단, 1996년 4월 16일
- 제501지원여단, 2006년 7월
- 제19원정지원사령부, 2015년 7월 10일

### 계보
- 1945년 6월 8일, Headquarters and Headquarters Detachment, 94th Military Police Battalion
Army of the United States으로 배정됨.
→제94군사경찰대대, 본부 및 본부분견대
- 1950년 10월 24일, 정규군으로 배정됨.
- 1971년 3월 30일, A, B, C 중대가 정규군으로 배정됨.

### 전역
| 스트리머 그림 | 내역 |
| ------------- | --- |
| 한국 전쟁     | - UN Offensive - CCF Intervention - First UN Offensive - CCF Spring Offensive - UN Summer-Fall Offensive - Second Korean Winter - Korea, Summer-Fall 1952 - Third Korean Winter |

### 스트리머
| 스트리머 그림             | 기간          | 명령서 |
| ------------------------- | ------------- | ------ |
| 육군우수부대표창          | 1996년-1997년 |        |
| 대한민국 대통령 부대 표창 | 1950년-1952년 |        |
| 대한민국 대통령 부대 표창 | 1952년-1953년 |        |

## 참고
1. 1 2 3  “Headquarters and Headquarters Detachment 94th Military Police Battalion”. 2023년 6월 4일에 확인함.
2. ↑  “14th Military Police Detachment” (영어). 2006년 7월 21일. 2021년 2월 23일에 확인함.
3. ↑  “Pacific briefs: New MP unit to activate at Yongsan” (영어). Stars and Stripes. 2004년 10월 15일. 2021년 2월 23일에 확인함.
4. ↑  “about details” (영어). United States Army Correctional Activity-Korea facebook. 2023년 7월 18일에 확인함.